# Heteracris etbaica
Heteracris etbaica är en insektsart som beskrevs av Willy Adolf Theodor Ramme 1928. Heteracris etbaica ingår i släktet Heteracris och familjen gräshoppor. Inga underarter finns listade i Catalogue of Life.